# Kleine Annabelle
Kleine Annabelle ist ein Science-Fiction Drama Kurzfilm von Regisseur Olaf Saumer, nach einer Kurzgeschichte seines Bruders Martin Saumer.

## Handlung
Das 22 Minuten Sci-Fi-Drama erzählt die skurril-absurde Geschichte der Lebensgemeinschaft Schönborn, die sich bei der Firma „Lifesense“ ein Kind künstlich erschaffen lassen wollen. Doch ihr größtes Problem ist das nötige Geld dafür. Deshalb müssen einige Einsparungen vorgenommen werden. Einsparungen die ihnen die Frau Doktor aufzwingt, da sie nicht das entsprechende Geld haben um ein sehr talentiertes Kind zu kaufen.
Der Kurzfilm Kleine Annabelle ist eine bittere Zukunftsvision mit satirischer Überzeichnung. Doch der Kern des Films bleibt erschreckend dicht an der schon heute sich abzeichnenden Tendenz.

## Produktionsnotizen
Der Film ist eine Low-Budget-/Independent-Produktion und wurde ohne eine Filmförderung realisiert.

## Technische Daten
- 16:9 anamorphotisch
- 1:2.35 – Cinemascope
- DigiBeta

## Preise und Auswertung
Der Film feierte auf dem Filmfestival Max Ophüls Preis am 16. Januar 2007 Premiere und erhielt im selben Jahr von der Deutschen Film- und Medienbewertung (FBW) das Prädikat „besonders wertvoll“ verliehen. Am 21. Oktober 2009 hatte der Film TV-Premiere im BR-Fernsehen Bayerische Rundfunk in der Kurzfilmreihe/Sendung „Die BR-Kurzfilmnacht“. Am 8., 9. und 10. Oktober 2015 lief Kleine Annabelle auf ARD-Alpha im Rahmen der Sendung „Campus Cinema“ sowie ein weiteres Mal im Januar 2016 im MDR-Fernsehen Mitteldeutscher Rundfunk in der Sendung „Unicato – Junger Film im MDR“.
ARD-Alpha strahlte den Kurzfilm im Rahmen der Sendung „Campus Cinema“ ein weiteres Mal am 4., 5. und 6. August 2016 aus.